# 그레이시 필즈
그레이시 필즈(영어: Dame Gracie Fields, 1898년 1월 9일 ~ 1979년 9월 27일)는 영국의 배우이자 가수이다.
영화계와 뮤직홀에서 활약했으며, 만년에는 카프리섬에서 지냈다.

## 서훈
- 1938년 대영 제국 훈장 3등급(CBE)[1]
- 1979년 대영 제국 훈장 2등급(DBE, 작위급 훈장)[2][주 1]

## 주해
1. ↑  사망 이전 1979년 신년 서훈(1979 New Year Honours)으로 발표된 것으로, 추서에 해당하지 않는다. 대영 제국 훈장은 생존자에게만 주어진다.